# Olenivka (Crimée)
Pour les articles homonymes, voir Olenivka.
Olenivka (ukrainien : Оленівка, avant 1945 : Karadji (Караджи́), russe : Оленевка Olenevka, tatar de Crimée : Qara Acı, Къара Аджы), est un village de la république autonome de Crimée, en Ukraine, occupée par la Russie depuis 2014, siège administratif du conseil rural du même nom et appartenant au raïon de Tchornomorske. C'est une petite station balnéaire prisée par les estivants sur la côte Ouest de la Crimée près du cap Tarkhankout.

## Population
Le recensement de 2001 distinguait la population selon la langue maternelle: 79,36% déclarait le russe comme langue maternelle, 19,53% l'ukrainien et 0,46% autre langue.

### Dynamique de la population
- 1806 — 268 hab.
- 1864 — 328 hab.
- 1889 — 536 hab.
- 1897 — 852 hab.
- 1900 — 826 hab.
- 1915 — 1044 hab.
- 1926 — 1351 hab.
- 1939 — 1231 hab.
- 1989 — 1552 hab.
- 2001 — 1526 hab.[3]
- 2009 — 1460 hab.[4]
- 2014 — 1441 hab.[5]

## Géographie
Le village se trouve au bord de la baie de Karadji et de trois lacs : le Liman, le Bolchoï Kiptchak et le Maly Kiptchak. Il se trouve à 5 mètres au-dessus de la mer. Cette petite station balnéaire se trouve à 24 km par la route au sud-ouest de Tchornomorske. La gare de chemin de fer la plus proche est celle d'Eupatoria à environ 97 km. Le village est relié par la route régionale 35N-604 à Tchornomorske.

## Situation actuelle
En 2016, Olenevka comprend 34 rues, une aire de pêche Atlech et le «complexe de construction et d'équipements n° 7»; en 2009, le village occupait 336,4 hectares, pour 670 foyers et 1 460 habitants. Olenevka dispose d'une école primaire et secondaire, un jardin d'enfants «Maïatchok» (le petit phare), une maison de la culture, une bibliothèque, un dispensaire ambulatoire pour la médecine familiale, une poste, une pharmacie, une église orthodoxe dédiée à sainte Barbe, des entreprises agricoles.

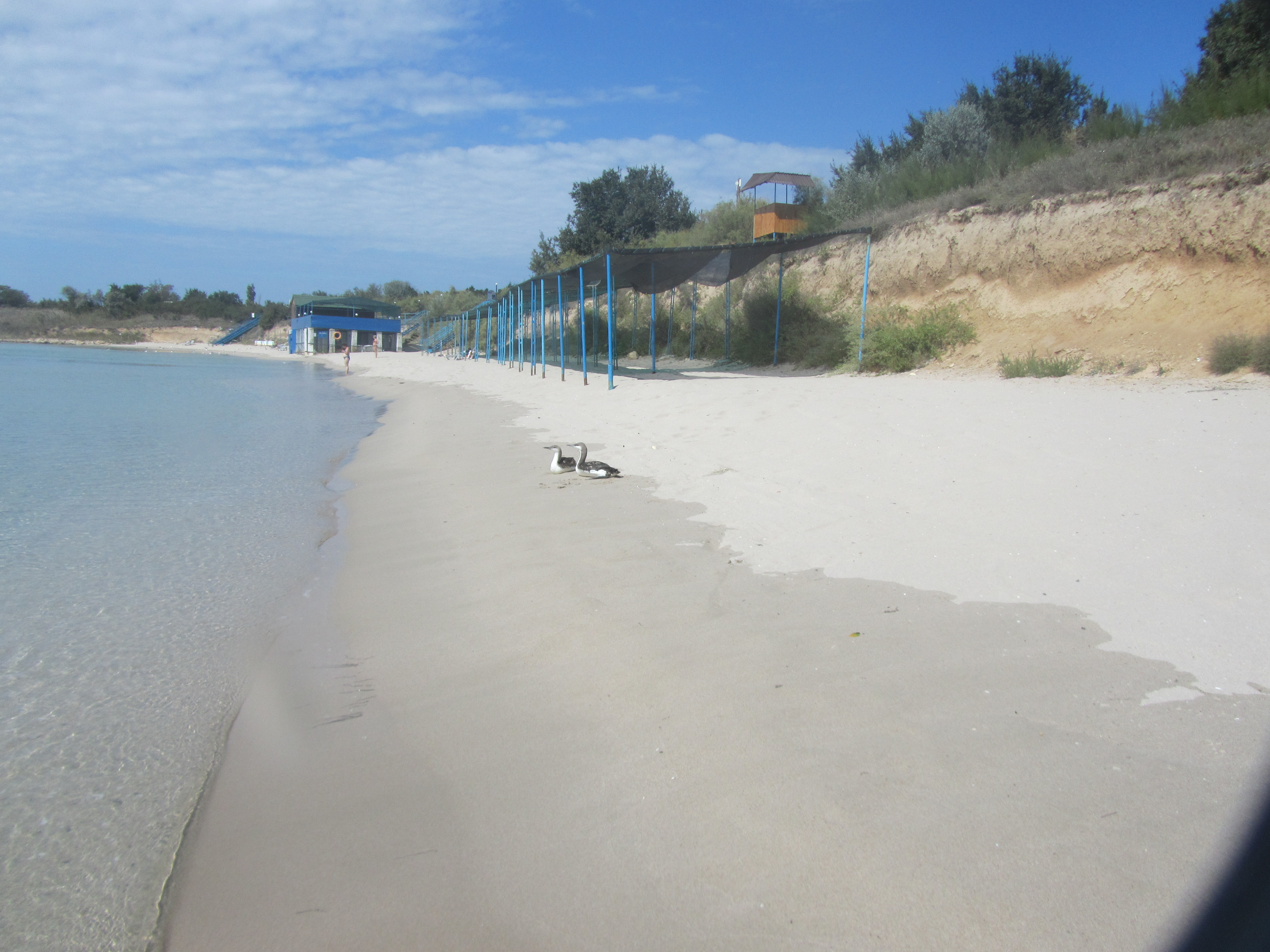
Vue de la plage.
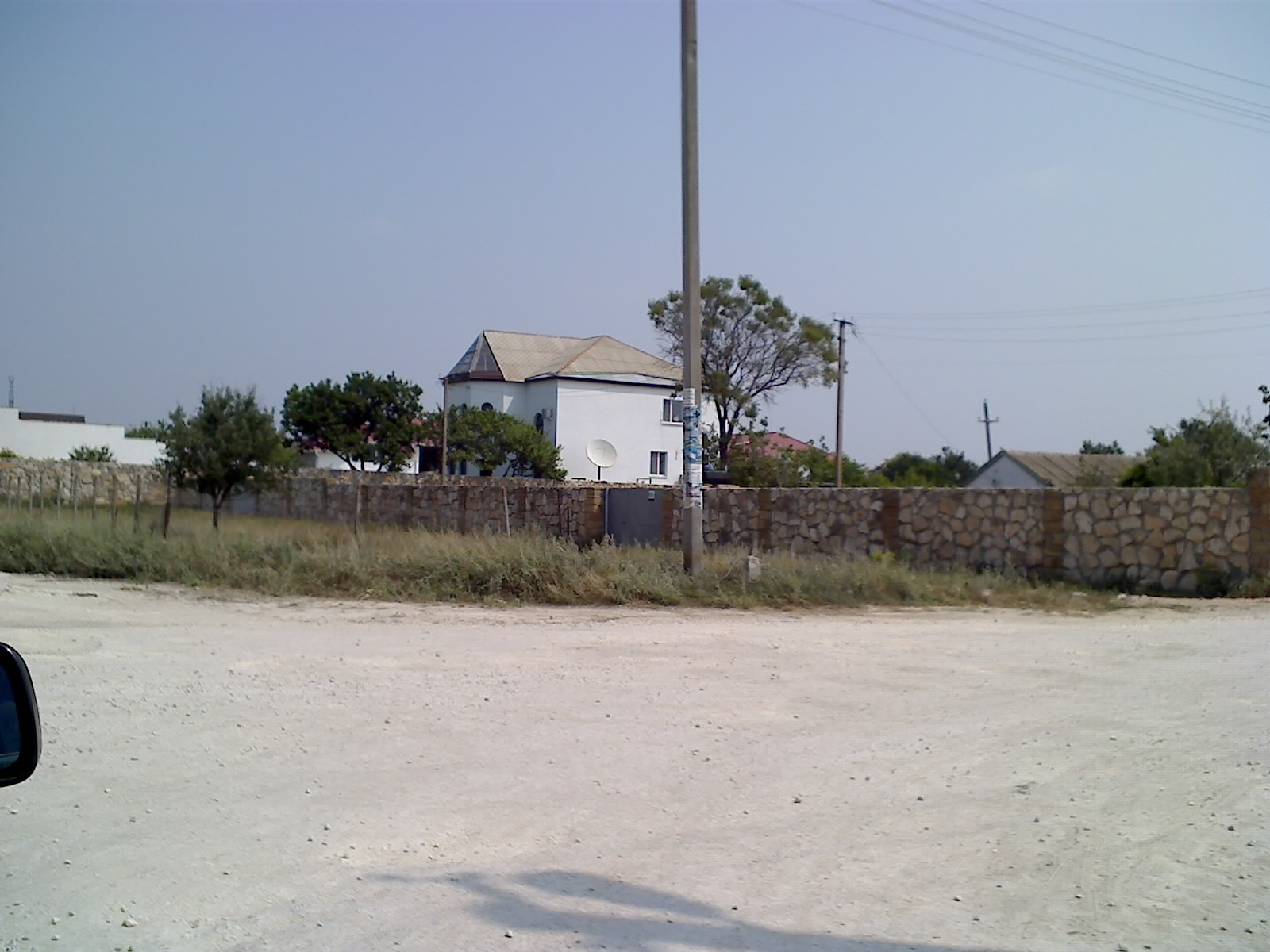
Vue d'une rue de la station.
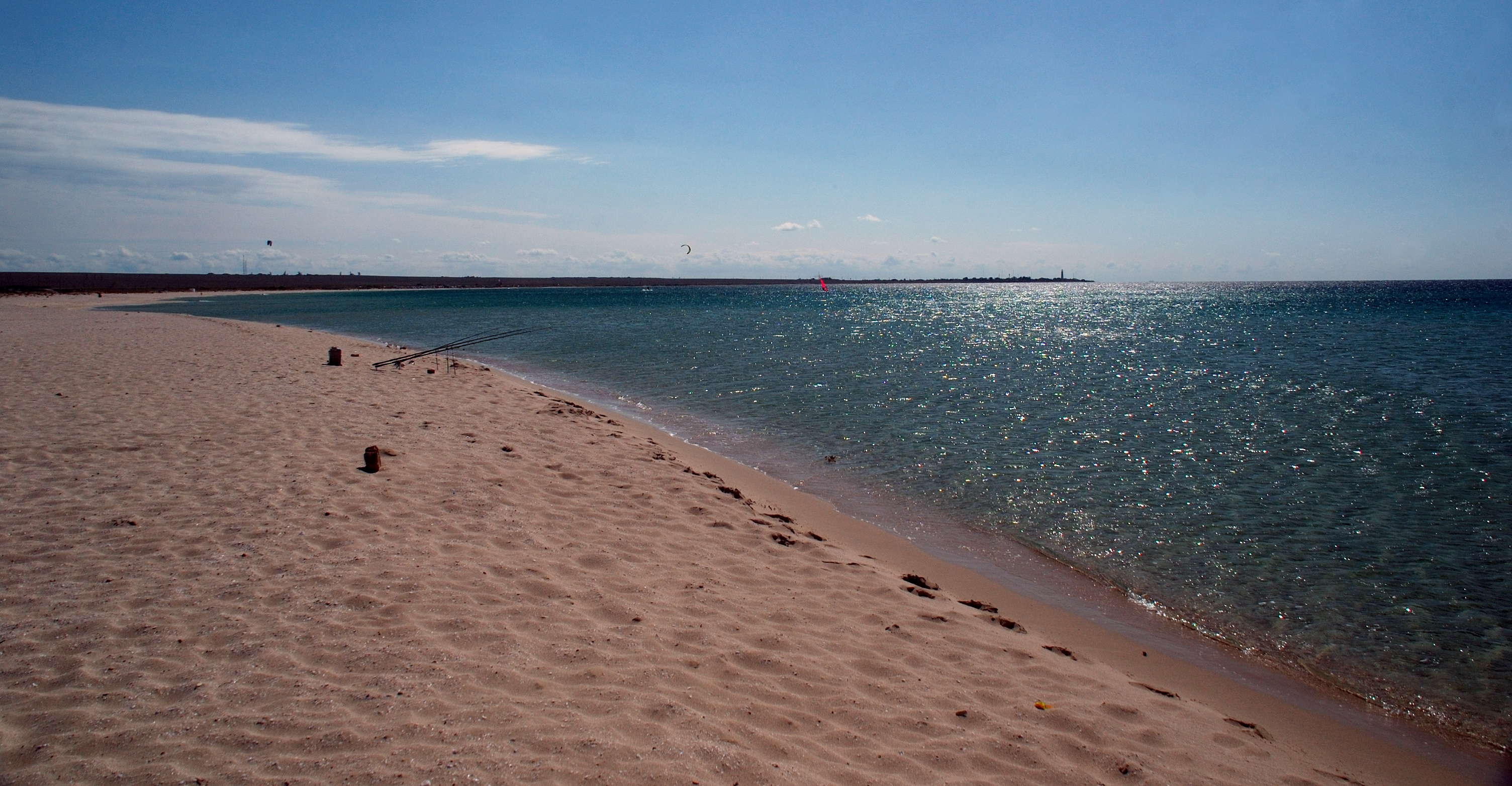
La plage d'Olenevka.

## Histoire
Selon les fouilles archéologiques, l'endroit est habité par des Grecs dès le troisième quart du IVe siècle av. J.-C. sur un peu plus de 3 hectares. Ils sont remplacés par les Scythes au Ier siècle ap. J.-C.. La première mention écrite du village et d'autres des environs se trouve dans la Description camérale de la Crimée (1784), selon laquelle, dans la dernière période du khanat de Crimée Karagadji faisait partie des propriétés du caïmacan du kadiluk de Tarkhan, Ali Aga.
Après l'annexion de la Crimée à l'Empire russe le (8) 19 avril 1783, le gouvernement de Tauride est formé sur ces terres et le village dépend de l'ouïezd d'Eupatoria. En 1802, le village de Karadji fait partie de la volost de Yachlet du même ouïezd. Le 19 avril 1806, le village comprenait 43 foyers pour 268 habitants pour la plupart Nogaïs et appartenait à Vassili Stepanovitch Popov, conseiller d'État secret. Cependant dans les années qui suivent, ces populations partent et arrivent des serfs d'État russes dans les années 1820-1830 venus de sa propriété de Vassylivka. En 1840, le village comprend une vingtaine de foyers. En 1864, il comprenait 328 habitants. Une école de zemtsvo ouvre en 1879 et le télégraphe est installé en 1886. L'année suivante, Karadji comprenait 536 habitants et en 1897, 826 habitants dont 846 orthodoxes.
L'église Sainte-Barbe est construite en 1901-1903 par l'architecte odessite Nikolaï Tolvinski sur les fonds du propriétaire terrien Pavel Vassilievitch Popov, qui s'était fait construire une villa en 1895.
Après la prise de pouvoir des bolchéviques, le village est rattaché en 1921 au raïon d'Ak-Metchet et en 1923 à celui d'Eupatoria. Le village compte alors 1 351 habitants. L'église est fermée par les autorités communistes en 1930. Il est de nouveau rattaché au conseil rural d'Ak-Metchet en 1930. Par un décret du présidium du conseil suprême de la République socialiste fédérative soviétique de Russie, du 21 août 1945, le village change de nom pour devenir Olenivka. Il retrouve son nom d'Olenevka en 2014.